# Гагинський район
Гагинський район (рос. Гагинский район) — адміністративно-територіальна одиниця (район) та муніципальне утворення (муніципальний район) у південно-східній частині Нижньогородської області Росії.
Адміністративний центр — село Гагино.

## Історія
Район було утворено 1929 року.

## Населення
| 1939    | 1959    | 1970    | 1979    | 1989    | 2002    | 2008    |
| ------- | ------- | ------- | ------- | ------- | ------- | ------- |
| 49 842  | ↘41 663 | ↘27 101 | ↘19 868 | ↘17 473 | ↘15 079 | ↘13 605 |
| 2009    | 2010    | 2011    | 2012    | 2013    | 2014    | 2015    |
| ↘13 381 | ↘12 444 | ↘12 370 | ↘12 107 | ↘11 960 | ↘11 739 | ↘11 545 |
| 2016    | 2017    |         |         |         |         |         |
| ↘11 355 | ↘11 194 |         |         |         |         |         |